# Ancylorhynchus prunus
Ancylorhynchus prunus är en tvåvingeart som beskrevs av H. Oldroyd 1974. Ancylorhynchus prunus ingår i släktet Ancylorhynchus och familjen rovflugor.
Artens utbredningsområde är Moçambique. Inga underarter finns listade i Catalogue of Life.